# Liste der Grenzsteine von Hummelsbüttel
In der Liste der Grenzsteine von Hummelsbüttel finden sich die historischen Grenzsteine des ehemals zur Herrschaft Pinneberg und heute als Stadtteil zu Hamburg gehörenden Dorfes Hummelsbüttel. Die Grenzsteine befinden sich an der Westgrenze des Stadtteils, an der diese auch heute noch die Grenze zu den Stadtteilen Langenhorn und Fuhlsbüttel markieren. Zu unterscheiden ist zwischen den Hauptgrenzsteinen aus der Zeit bis 1783 bis 1802 (in der Tabelle mit „H“ gekennzeichnet) und den später gesetzten Zwischengrenzsteinen (in der Tabelle mit „Z“ gekennzeichnet). Die Zwischengrenzsteine mit den Bezeichnungen A bis K wurden im Jahr 1826 gesetzt, die übrigen im Jahr 1862. Die Grenzsteine waren alle im Verzeichnis der erkannten Denkmäler aufgeführt und stehen somit seit der Novellierung des Hamburgischen Denkmalgesetzes im Jahr 2013 unter Denkmalschutz. Elf der Grenzsteine sind auch in der Liste der Grenzsteine von Langenhorn aufgeführt.
Hinweis: Die Liste ist standardmäßig entsprechend der Lage der Steine an der Grenze sortiert, der aufsteigenden Nummerierung gemäß im Süden beginnend.
| Nr. | Typ | Standort                                                                                           | Denkmallisten-Nummer | Jahr | Inschrift          | Inschrift          | Bemerkung                   | Bild |
| Nr. | Typ | Standort                                                                                           | Denkmallisten-Nummer | Jahr | HP                 | Hamburg            | Bemerkung                   | Bild |
| --- | --- | -------------------------------------------------------------------------------------------------- | -------------------- | ---- | ------------------ | ------------------ | --------------------------- | ---- |
| 1   | H   | Fuhlsbüttel Brombeerweg 100 53° 38′ 1″ N, 10° 2′ 11″ O                                             | 23817                | 1807 | HP FR VI No 1 1807 | HP FR VI No 1 1807 |                             |      |
| 1A  | Z   | Fuhlsbüttel Brombeerweg o.Nr., Ecke Gnadenbergweg 53° 38′ 3″ N, 10° 2′ 8″ O                        | 23816                | 1862 |                    | 1A St H            |                             |      |
| 2   | H   | Hummelsbüttel Gnadenbergweg 24/26 53° 38′ 10″ N, 10° 2′ 1″ O                                       | 27477                | 1783 | HP C7 1783 No 2    | HP C7 1783 No 2    |                             |      |
| A   | Z   | Fuhlsbüttel Hummelsbütteler Landstraße o.Nr., auf der Höhe von Nr. 153 53° 38′ 11″ N, 10° 1′ 59″ O | 23815                | 1826 | A HP FR VI 1826    | A HG 1826          |                             |      |
| B   | Z   | Hummelsbüttel Kurzer Kamp o.Nr., Ecke Hummelsbüttler Hauptstraße 53° 38′ 12″ N, 10° 2′ 1″ O        | 23814                | 1826 | B HP FR VI 1826    | B HG 1826          |                             |      |
| C   | Z   | Hummelsbüttel Kurzer Kamp o.Nr., auf der Höhe von Nr. 32/34 53° 38′ 13″ N, 10° 1′ 58″ O            | 23813                | 1826 |                    | C HG 1826          |                             |      |
| D   | Z   | Fuhlsbüttel Kurzer Kamp 32 53° 38′ 13″ N, 10° 1′ 58″ O                                             | 23812                | 1826 | D HP FR VI 1826    | D HG 1826          |                             |      |
| E   | Z   | Fuhlsbüttel Kurzer Kamp 28                                                                         | 22395                | 1826 |                    |                    | vermutlich nicht zugänglich |      |
| F   | Z   | Fuhlsbüttel Kurzer Kamp 26 53° 38′ 15″ N, 10° 1′ 56″ O                                             | 22394                | 1826 | F HP FR VI 1826    | F HG 1826          |                             |      |
| G   | Z   | Fuhlsbüttel Boysenkamp o.Nr., auf der Höhe von Nr. 8                                               | 22393                | 1826 |                    |                    | vermutlich nicht zugänglich |      |
| H   | Z   | Fuhlsbüttel Boysenkamp o.Nr., auf der Höhe von Nr. 8 53° 38′ 16″ N, 10° 1′ 53″ O                   | 22392                | 1826 | H HP FR VI 1826    | H HG 1826          |                             |      |
| I   | Z   | Fuhlsbüttel Kurzer Kamp o.Nr., auf der Höhe von Nr. 2–6 53° 38′ 17″ N, 10° 1′ 48″ O                | 22391                | 1826 | I HP FR VI 1826    | I HG 1826          |                             |      |
| K   | Z   | Fuhlsbüttel Kurzer Kamp o.Nr., auf der Höhe von Nr. 2–6 53° 38′ 16″ N, 10° 1′ 47″ O                | 22390                | 1826 | K HP FR VI 1826    | K HG 1826          |                             |      |
| L   | Z   | Fuhlsbüttel Hummelsbütteler Kirchenweg 115 53° 38′ 15″ N, 10° 1′ 41″ O                             | 22389                | 1826 | L HP FR VI 1826    | L HG 1826          |                             |      |
| M   | Z   | Fuhlsbüttel Heisterkamp 20 53° 38′ 16″ N, 10° 1′ 40″ O                                             | 22388                | 1826 | M HP FR VI 1826    | M HG 1826          |                             |      |
| N   | Z   | Fuhlsbüttel Heisterkamp 14 53° 38′ 17″ N, 10° 1′ 37″ O                                             | 22387                | 1826 | N HP FR VI 1826    | N HG 1826          |                             |      |
| O   | Z   | Hummelsbüttel Ohkamp o.Nr., auf der Höhe von Nr. 38 a 53° 38′ 16″ N, 10° 1′ 30″ O                  | 22386                | 1826 | O HP FR VI 1826    | O HG 1826          |                             |      |
| P   | Z   | Hummelsbüttel Lentersweg o.Nr., auf der Höhe von Nr. 2 53° 38′ 17″ N, 10° 1′ 28″ O                 | 22385                | 1826 | P HP FR VI 1826    | P HG 1826          |                             |      |
| 3   | H   | Hummelsbüttel Gerckensplatz 1 / 2 53° 38′ 18″ N, 10° 1′ 25″ O                                      | 27478                | 1786 | HP C7 1786 No 3    | HP C7 1786 No 3    |                             |      |
| 4   | H   | Fuhlsbüttel Ohkamp o.Nr., südlich der Kreuzung Flughafenstraße 53° 38′ 23″ N, 10° 1′ 13″ O         | 24440                | 1783 | HP C7 1783 No 4    | HP C7 1783 No 4    |                             |      |
| 5   | H   | Hummelsbüttel Moorreye 100 53° 38′ 39″ N, 10° 1′ 29″ O                                             | 24439                | 1807 | HP FR VI No 5 1807 | HP FR VI No 5 1807 |                             |      |
| 6   | H   | Hummelsbüttel Raakmoorgrund o.Nr. 53° 39′ 8″ N, 10° 2′ 3″ O                                        | 24438                | 1783 | HP C7 1783 No 6    | HP C7 1783 No 6    |                             |      |
| 6A  | Z   | Langenhorn Weg Nr. 651 o.Nr. 53° 39′ 16″ N, 10° 2′ 3″ O                                            | 24437                | 1862 | 6A HP              | 6A St H            |                             |      |
| 6B  | Z   | Langenhorn Weg Nr. 651 o.Nr. 53° 39′ 18″ N, 10° 2′ 5″ O                                            | 24436                | 1862 | 6B HP              | 6B St H            |                             |      |
| 6C  | Z   | Langenhorn Weg Nr. 651 o.Nr. 53° 39′ 20″ N, 10° 2′ 5″ O                                            | 24435                | 1862 | 6C HP              | 6C St H            |                             |      |
| 6D  | Z   | Langenhorn Weg Nr. 651 o.Nr. 53° 39′ 21″ N, 10° 2′ 4″ O                                            | 24434                | 1862 | 6D HP 1862         | 6D St H 1862       |                             |      |
| 8   | H   | Hummelsbüttel Harnacksweg o.Nr. 53° 39′ 52″ N, 10° 2′ 7″ O                                         | 24433                | 1791 | HP C7 No 8 1791    | HP C7 No 8 1791    |                             |      |
| 9   | H   | Hummelsbüttel Hattsmoor o.Nr. 53° 40′ 15″ N, 10° 2′ 8″ O                                           | 24432                | 1802 | HP C7 1802 No 9    | HP C7 1802 No 9    |                             |      |
| 10  | H   | Hummelsbüttel Wakendorfer Weg o.Nr. 53° 40′ 31″ N, 10° 2′ 9″ O                                     | 24431                | 1783 | HP C7 1783 No 10   | HP C7 1783 No 10   |                             |      |
| 11  | H   | Hummelsbüttel Jersbeker Weg 53° 40′ 55″ N, 10° 2′ 36″ O                                            | 24430                | 1783 | HP C7 1783 No 11   | HP C7 1783 No 11   |                             |      |